# Юліус Гудачек
Юліус Гудачек (словац. Július Hudáček; 9 серпня 1988, м. Спішска Нова Вес, ЧССР) — словацький хокеїст, воротар. Виступає за ХК «Льовен» в DEL.
Вихованець хокейної школи ХК «Списька Нова Весь». Виступав за ХК «Кошице», ХК «46 Бардейов», ХК «Седертельє», «Фрелунда», «Сибір», «Пардубиці», «Еребру», «Сєвєрсталь», «Спартак» (Москва), «Динамо» (Рига), «Спарта», «Барис».
3 січня 2024 року підписав контракт з чеським клубом Кладно, а вже 5 числа клуб розірвав стосунки з гравцем в наслідок критики та бойкоту фанатів за участь Гудачека в змаганнях під прапором росії та під егідою КХЛ в період війни в Україні.
У складі національної збірної Словаччини провів 7 матчів; учасник чемпіонату світу 2012 (0 матчів). У складі молодіжної збірної Словаччини учасник чемпіонату світу 2008. 
Брат: Лібор Гудачек.
Досягнення
- Срібний призер чемпіонату світу (2012)
- Чемпіон Словаччини (2009, 2010, 2011).